# سالم الهاجری
سالم الهاجری (انگلیسی: Salem Al-Hajri؛ زادهٔ ۱۰ آوریل ۱۹۹۶) یک بازیکن فوتبال اهل قطر است.